# 墨水心 (電影)
是2008年奇幻電影，由伊恩·索夫雷（Iain Softley）所執導。改編自德國作家柯奈莉亞·馮克暢銷奇幻小說墨水世界三部曲的同名首部曲。由布蘭登·費雪、伊麗莎·班奈特、保羅·彼特尼和海倫·米蘭等人主演。
電影原先排定在2008年3月19日上映，而後延至12月12日於英國首映，隔年1月23日全球同步上映。部分原因於新線影業行銷部門擔憂會受2007年－2008年美國編劇協會大罷工影響。

## 劇情
愛書如癡的舊書裝訂商莫提瑪最愛給年幼的女兒美琪講故事，某日他唸故事書《墨水心》時，書中的壞蛋山羊、巴斯塔與火舞者髒手指突然出現在面前，而太太麗莎卻神秘失蹤！原來莫擁有一種神奇力量，能夠憑著朗讀書籍把書中人物帶來現實世界。然而每當故事中人走進現實，現實世界便會有一個人掉進書裡，原來麗莎現在被誤困書中……。解救麗莎的唯一方法就是重新找到《墨水心》再嘗試把她唸出來。
多年後莫與長大的美琪終於在一家舊書店找到了《墨水心》，卻偶遇髒手指，後者告知莫：山羊手下的壞蛋已在追捕他們。為了避難，莫與美琪開車逃到美琪姑婆愛麗諾的家。但在夜裡巴斯塔率一幫壞蛋到來，將莫、美琪和愛麗諾都抓起來，將他們押送到山羊的城堡，與牛頭人、飛天猴、獨角獸等一群傳說中的怪物（被口吃的魔法舌頭大流士從書中釋放出來）關在一起。山羊要莫為他朗讀，將書中的財寶唸出來，結果阿拉伯四十大盜之一的少年法立德也意外來到現實中。隨後山羊表示不想回到書中，便將《墨水心》燒毀。
但髒手指也想回到書中與家人團聚，而對山羊此舉感到氣憤；同時他發現城堡中的一名啞巴女僕便是莫的妻子麗莎（她被大流士唸出來，聲音卻留在書中）。於是髒手指便解救了莫提瑪等人，莫透過朗讀《綠野仙蹤》而將書中的龍捲風釋放出來，一行人乘亂逃離古堡，但麗莎卻與他們錯過。
除了愛麗諾姑婆先行離去外，其他人打算去尋求《墨水心》作者費諾格里歐的協助，但髒手指這時才告知大家麗莎在山羊城堡的事。於是莫、髒手指與法立德返回城堡去救麗莎，美琪則留在費諾格里歐家裡。閒著的美琪在朗讀《綠野仙蹤》時卻意外念出書中的小黑狗托托，她才發現自己遺傳了父親的魔法能力，這時巴斯塔等壞蛋到來，發現了美琪的能力，便把她和費諾格里歐都抓走，關在古堡的監牢內。山羊還秘密保留著一本《墨水心》，他計畫讓美琪唸出書中恐怖的怪物「影子」以達到其邪惡的目的。而費諾格里歐也想出了對策，就是再寫一個故事，將山羊等壞蛋都解決掉。
在當晚美琪被送上廣場被迫開始朗讀《墨水心》，而麗莎與費諾格里歐則被關在籠子裡作為給影子吃的食物。影子成功被招喚出來，美琪趕緊唸誦費諾格里歐寫的新故事，讓影子撲向山羊，但山羊的母親卻搶走了紙條。莫及時趕到與山羊搏鬥；另一方面，愛麗諾姑婆與大流士聯手將所有的怪物都放出來，一同向壞蛋進攻。美琪靠自己將故事寫在手上唸出來，使山羊與所有的壞蛋都化為粉塵，並將包括影子在內的怪物都送回各自的書中，當然麗莎也重新恢復了聲音。美琪還滿足了費諾格里歐的願望，讓他進入《墨水心》書中。
片尾，莫履行了他的承諾，將髒手指唸回《墨水心》書中，與妻子團聚。而法立德則選擇留在現實世界，與美琪他們生活在一起。

## 演員
| 演員               | 角色                                                               | 配音員 |
| 布蘭登·費雪        | 莫提瑪·弗夏特／Mortimer Folchart，又稱「魔法舌頭」(Silvertongue)莫 | 潘文柏 |
| 伊麗莎·班奈特      | 美琪·弗夏特／Meggie Folchart，莫的女兒                             | 何寶珊 |
| 海倫·米蘭          | 愛麗諾·羅倫當／Elinor Loredan，美琪的姑婆                          | 許盈   |
| 吉姆·布洛班特      | 費諾格里歐／Fenoglio，《墨水心》小說作者                           | 陳永信 |
| 席安娜·蓋蘿莉      | 泰蕾莎·弗夏特／Teresa "Resa" Folchart，莫的妻子蕾莎                | 劉惠雲 |
| 約翰·湯姆森        | 大流士／Darius ，口吃的魔法舌頭，被迫為山羊朗讀                    |        |
| 墨水世界／InkWorld |                                                                    |        |
| 保羅·貝特尼        | 髒手指／Dustfinger，又稱「火舞者」                                 | 梁偉德 |
| 珍妮佛·康納莉      | 羅珊／Roxane，髒手指的妻子（特別客串）                             |        |
| 瑞費·葛倫          | 法立德／Farid，《阿里巴巴與四十大盜》的阿拉伯少年，四十大盜之一    | 周倚天 |
| 安迪·瑟克斯        | 山羊／Capricorn                                                    |        |
| 傑米·福曼          | 巴斯塔／Basta，山羊的手下，髒手指死對頭                            |        |
| Lesley Sharp       | 摩托娜／Mortola，又名「喜鵲」，山羊的親母                          |        |
| Matt King          | 闊仔／Cockerell，山羊的手下                                        |        |
| Steve Speirs       | 扁鼻子／Flatnose，山羊的手下                                       |        |

## 電影與小說的異同
- 莫（Mo）一群人逃出山羊（Capricorn）的村子，念出《綠野仙蹤》的龍捲風輔助逃脫；小說裡並沒有用任何能力就被救出。
- 山羊發現美琪（Meggie）的能力，電影中美琪念出《綠野仙蹤》裡的小狗托托（Toto）；而在小說中，被喚出的是《小飛俠》裡的精靈小鈴鐺（Tinkerbell）。
- 電影裡法立德（Farid）與髒手指（Dustfinger）一同在山羊的房子縱火；小說中縱火的是法立德與莫，髒手指早已離開躲藏起來。
- 莫最後將髒手指送回《墨水心》裡，與他的家人們重聚，而一些蜂鳥被送到真實世界裡來；小說裡髒手指並沒有回到書中，直到《墨水咒》才回去與家人重聚他的妻子。
- 費諾格里歐（Fenoglio）原本所寫的《墨水心》，髒手指會因救他的貂葛文（Gwin）而死。小說中因法立德的努力而改變結局。不過電影裡，變成貂並未隨著髒手指回到書中，因而存活。
- 電影法立德最後與美琪成為一家人，小說裡法立德跟隨著髒手指離開。
- 電影裡，所有奇幻生物都被送回書中，美琪念出自己親筆增添的內容；小說中則是念了作者改寫的內容且由莫念出殺死山羊及其黨羽的部分，且從陰影體內救出《墨水心》裡的奇幻生物山妖、精靈與玻璃人等。
- 髒手指的寵物有角貂葛文，電影中是雪貂（ferret），小說中是貂（marten）。
- 美琪的生母蕾莎（Resa），在山羊死後，電影最後喚回她的聲音；小說則在《墨水咒》才重新得到聲音。

## 製作
《墨水心》由美國新線影業製作，於2006年開拍，場景多在英國倫敦近郊拍攝。原先排定在2007年聖誕檔期上映，而後改為2008年3月19日，受到編劇罷工影響，電影又往後延至2009年1月23日上映。小說原作柯奈莉亞·馮克撰寫小說時，就以布蘭登·費雪作為主角原型，看初剪後曾說：「看試片後，愛死了這部電影……還會做更多修改，尤其是結尾的部份。」扮演髒手指的保羅·貝特尼，在現實世界的妻子珍妮佛·康納莉，會在電影中以客串髒手指在《墨水心》裡的妻子演出。

## 評價
影評家給予《墨水心》普遍中等好壞參雜的評價，電影評論網站爛番茄，107篇評論中只有37%的影評家給予正面的評價。 而Metacritic網站平均分數100分只拿到47分，列為「一般中等評價」。電影北美首映當天2655家戲院出映，開出兩百一十一萬美元的成績，當週票房排行第七，總計七百七十二萬五千美元票房。

## 外部連結
- 互联网电影数据库（IMDb）上《墨水心》的资料（英文）
- AllMovie上《墨水心》的资料（英文）
- 爛番茄上《墨水心》的資料（英文）
- Box Office Mojo上《墨水心》的資料（英文）
- Metacritic上《墨水心》的資料（英文）